# 盛岡ターミナルビル
盛岡ターミナルビル株式会社（もりおかターミナルビル）は、岩手県盛岡市に本社を置く東日本旅客鉄道（JR東日本）の連結子会社。
盛岡支社管内（岩手県・青森県東部）で、駅ビルやホテルの運営などを行っている。

## 経営店舗
- 盛岡駅ビル「フェザン」
- ホテルメトロポリタン盛岡
- ホテルメトロポリタン盛岡ニューウィング
- マリオス20階展望室レストラン「スカイメトロ」
- ホテルフォルクローロ三陸釜石（JR釜石駅隣接）[3]
- ホテルフォルクローロ花巻東和
- ホテルフォルクローロ大湊
- JR東日本ホテルメッツ北上
- JR東日本ホテルメッツ八戸

## 沿革
- 1958年 - 盛岡市などが出資する第三セクター「盛岡ステーションビル株式会社」設立。
- 1959年11月- 「盛岡ステーションデパート」（後に「パルモ」と愛称が付く）開業。
- 1979年
  - 4月 - 盛岡駅ビル「フェザン」を運営する会社として「盛岡ターミナルビル株式会社」設立。
  - 10月 - 「盛岡ターミナルホテル」を運営する会社として「盛岡ターミナルホテル株式会社」設立。
- 1981年4月 - 「フェザン」「盛岡ターミナルホテル」開業。
- 1983年 - 青森市などが出資する第三セクター「青森ステーション開発株式会社」設立。
- 1986年5月 - 「ラビナ」開業。
- 1987年4月 - 「盛岡ターミナルビル株式会社」の子会社「フェザンサービス株式会社」設立。
- 1991年7月 - 「盛岡ターミナルホテル」を「ホテルメトロポリタン盛岡」に改称。
- 1994年4月 - （旧）「盛岡ターミナルビル株式会社」と「盛岡ターミナルホテル株式会社」が合併し、新生「盛岡ターミナルビル株式会社」発足。
- 1996年5月 - 「ホテルメトロポリタン盛岡ニューウィング」開業。
- 2003年4月 - 「盛岡ステーションビル株式会社」を完全子会社化。
- 2004年10月 - 「盛岡ステーションビル株式会社」を吸収合併。
- 2005年4月1日 - 「青森ステーション開発株式会社」を吸収合併[4]。
- 2010年12月4日 - 新青森駅ビル「あおもり旬味館」開業。
- 2011年4月1日 - 同社運営青森エリアの商業施設（「ラビナ」「あおもり旬味館」）の運営権を、会社分割（吸収分割）によりJR東日本青森商業開発へ移管[5]。
- 2015年
  - 3月29日 - 「ホテルフォルクローロ三陸釜石」開業[3]。
  - 7月1日 - JR東日本グループ事業の再編に伴い、ジャスターから事業の一部を承継。